# Garra nasuta
Garra nasuta är en fiskart som först beskrevs av Mcclelland, 1838.  Garra nasuta ingår i släktet Garra och familjen karpfiskar. IUCN kategoriserar arten globalt som livskraftig. Inga underarter finns listade i Catalogue of Life.